# Silvia Cuevas Morales
Silvia Cuevas Morales (Santiago de Chile, 9 de junio de 1962) es una escritora, periodista y traductora chileno-australiana.

## Biografía
Nació en el seno de una familia obrera y tras el golpe militar del 11 de septiembre de 1973 liderado por Augusto Pinochet para derrocar al gobierno del socialista Salvador Allende, su familia se vio obligada a abandonar Chile. Tras una angustiosa espera de dos años, en que el padre, sindicalista ferroviario, solicitó emigrar a Canadá o a Australia, lograron fijar su residencia en Melbourne en 1975.
Allí Silvia Cuevas completó sus estudios secundarios y universitarios, licenciándose con honores en Filología Hispana (con especialización en literatura española y latinoamericana); más tarde completó una maestría en Estudios Europeos. En 1983 adoptó la ciudadanía australiana. A los veinticuatro años de edad, comenzó a dictar clases de lengua española en las universidades La Trobe y de Melbourne. Tras graduarse, dictó clases de literatura y de lengua española en la de Monash, donde ocupó el cargo de profesora asociada del Departamento de Lenguas y Literatura, y luego en la de Victoria.
Desde muy joven ha colaborado como periodista independiente en diversos medios de comunicación de España, Australia y Estados Unidos, entre los que se destacan los periódicos: The Spanish Herald, Green Left Weekly y El Español en Australia, así como el ya desaparecido periódico feminista Andra (Bilbao). En las revistas Nosotras (Sídney), Rain and Thunder (Massachusetts), Poder y Libertad (Madrid), Opinión Hispana (Melbourne), Maginaria (Sevilla), Viva Septiembre Magazine y Viva Chile Magazine, entre otras. Como locutora trabajó en la cadena nacional SBS radio, donde presentaba el noticiero nacional y programas culturales, en la radio 3CR (programa La Voz del Pueblo) y en 3ZZZ (programa de actualidad en catalán).
Desde temprana edad incursionó en la literatura y a los diecisiete años publicó sus primeros poemas en la revista Libra, de Melbourne. Cabe destacar que comenzó su carrera literaria en inglés aunque con el paso de los años ha publicado en español e inglés.
Sus poemas, cuentos y artículos han sido publicados en diversos medios tanto en Australia como en el extranjero: El Español en Australia, Southerly, Letras Femeninas (University of Nebraska), Poetry Monash, Laberint. Revista de la Red de Amazonas, The Spanish Herald, Woorilla, Nosotras, Womanspeak, Westerly, Barcelona University Australia Studies: Papers, Hares and Hyenas, Hontanar, Cuadernos Literarios, Tirra Lirra, Bolivariano Internacional, Green Left Weekly, Lanbroa, Sales, Rain and Thunder, Poder y Libertad, Maginaria, Alandar, Andra, Mujeres del Mundo, ¡Viva Chile Magazine!, Público, Viva Septiembre Magazine y Fiesta Hispánica, entre otros.
A finales de los noventa decidió instalarse en Madrid, España, donde ha continuado colaborando como periodista independiente además de dedicarse a la poesía y a la traducción.

## Obra
Poesía
- Purple Temptations. Melbourne: Lynden Publications, 1994. ISBN 0-7326-0583-0
- Respiro de arena. Madrid: Vindicación Feminista Publicaciones, 1996. ISBN 84-88217-08-0(Con Rosa García Rayego y Luisa Posada Kubissa)
- South/Sur Poem(a)s. Madrid: Aconcagua Publishing, 1997. ISBN 84-88217-09-9(Con Ramón Cuelho, Judith Rodríguez y Jennifer Strauss)
- Al filo de la memoria / At memory’s edge (1979-1999). Madrid: Kira Edit y Centro de Estudios Australianos de la Universidad de Barcelona, 2001.ISBN 84-923311-5-1
- Canto a Némesis: poemas de una extranjera. Madrid, Nos y Otros Editores, 2003. ISBN 84-933130-0-09
- Rodaré maldiciendo: poemas y arte callejero. Oviedo: Cambalache, 2008. ISBN 978-8461-245338
- Poliamora. Puerto Rico, Editora Educación Emergente, 2010. ISBN 978-1-60743-606-5
- Desarrelament i altres poemes (Desarraigo y otros poemas). Barcelona, Carmina in mínima re-5, 2012.
- Pienso, luego estorbo... / Je pense, donc je gêne... París, Ah, Bienvenus Clandestins! (ABC Editions), 2014. ISBN 978-2-919539-16-1
- Apátrida: Diario de un Destierro / Stateless: Diary of an Exile. Ocaña: Lastura, 2017. ISBN 978-84-947157-3-0
- Mujer incómoda. Madrid: Huerga y Fierro Editores, 2024. ISBN 978-84-128640-4-5

Biografía
- De la “A” a la “Z”. Diccionario universal bio-bibliográfico de autoras que escriben en castellano. Siglo XX. Madrid: Aconcagua Publishing y Kira Edit, 2003. ISBN 84-933311-0-4/ 84-923311-9-4
- Vínculos teatrales. Madrid, Vindicación Feminista Publicaciones y Aconcagua Publishing, 2003. ISBN 978-8488-217172
- Diccionario de centenarias ilustres: 100 mujeres que cambiaron la historia (1909-2009). Sevilla: Delegación de la Mujer, del Ayuntamiento de Sevilla, 2011. ISBN 978-84-694-3392-8

Narrativa
- Nanas lésbicas (para conciliar el sueño). Firmado con el seudónimo: Vivian A. Les. Madrid, Kira Edit, 2013. ISBN 978-84-933312-0-7(segunda edición firmado con nombre real. Ocaña, Lastura, 2016.ISBN 978-84-945177-2-3)
- El tren del miedo y otros relatos. Ocaña, Lastura, 2015. ISBN 978-84-944519-1-1

Antologías
- She's a Train and She's Dangerous: Women Alone in the 1990s. Western Australia: Literary Mouse Press, 1994. ISBN 0-947-295-75-5
- Amor y sombra. Antología poética hispanoamericana en Australia. Sídney, Australia: Quintel Publications, 1995. ISBN 0-646-22210-4
- Sobre el horizonte. Antología bilingüe de poetas hispanoamericanos/as en Australia. Over the Horizon. A bilingual anthology of Hispanic American poets in Australia. Madrid: Aconcagua Publishing y Vindicación Feminista Publicaciones, 1998. ISBN 84-88217-12-9
- Changing Geographies: Essays on Australia. Barcelona: Centro de Estudios Australianos de la Universidad de Barcelona, 2001. ISBN 84-477-0749-0
- Sappho's dreams and delights. The Australian Anthology of Lesbian Poetry. Sídney, Australia: Bemac Publications, 2001. ISBN 9-780957-969704
- Mujeres: sus problemas, derechos y perspectivas, Vol. 6. Ibarra, Ecuador: Editorial Universitaria de la U.T.N., 2005.
- Mundolavapiés: Libro DVD Participativo. Madrid: Mundo Lavapiés, 2006. ISBN 978-84-96470-62-0
- Segunda antología de poesía Rayentrú. Santiago de Chile: Leutun Ediciones, 2007.
- World Poetry: Yearbook 2009. Chongqing City, China: The Earth Culture Press, 2009. ISBN 978-0-9637599-6-2
- Desobedientes: Experiencias y reflexiones sobre poliamor, relaciones abiertas y sexo casual entre lesbianas latinoamericanas. Buenos Aires: En la Frontera Editorial, 2009. ISBN 978-987-23648-3-0
- Antología Tributo a Violeta Parra. Québec, Canadá: Ediciones Monsieur James, 2011. ISBN 978-1-257-96973-9
- Poesys 15. Zei si Zile (Days and Gods) Antologia Festivalului International Noptile de Poezie de la Curtea de Arges. Vols. I y II. Bucarest, Rumania: Editura Academiei Internationale Orient-Occident, 2011. ISBN 978-973-8430-99-0
- III Concurso Nacional Relatos de Mujeres Viajeras 2011. Madrid: Ediciones Casiopea, 2011. ISBN 978-8461-478156
- Voces para Lilith. Literatura contemporánea de temática lésbica en Sudamérica. Lima, Perú: Editorial Estruendomudo, 2011. ISBN 978-612-4104-00-8
- International Festival of Poetry of Resistance: Toronto, the World Capital of Resistance Poetry. Toronto, Canadá: International Poetry of Resistance, 2011.ISBN 81-7679-043-5
- 10º Certamen de Narrativa Social. Valencia: Ateneo Libertario Al Margen, 2011. Depósito Legal: V-4025-2011.
- IndignHADAS. Castellón: Urania Ediciones, 2012. ISBN 978-84-940495-1-4
- El camino del corazón solidario: las palabras dan de comer. Bohodón Ediciones, 2012. ISBN 97884153
- Antología Mujeres en la historia 1800 - 1940. Madrid: M.A.R. Editor, 2013. ISBN 978-941489-1-0
- Cosecha de verano. Castellón: Unaria Ediciones, 2013. ISBN 978-84-941546-0-7
- V Premio Internacional. Relatos de Mujeres Viajeras. Madrid: Casiopea Ediciones, 2013. ISBN 978-84-616-4768-2
- ErotizHADAS. Castellón: Unaria Ediciones, 2014. ISBN 978-84-942218-2-8
- Amor se escribe sin sangre. Ocaña: Lastura, 2015. ISBN 978-84-943578-4-8
- Voces del extremo: poesía antidisturbios. Madrid: Amargord Ediciones, 2015. ISBN 978-84-16149-88-9
- Voces del extremo: poesía y raíces. Madrid: Amargord Ediciones, 2015. ISBN 978-84-94463-8-8
- Refugiamos. Ocaña: Lastura, 2016. ISBN 978-3-96008-425-9
- Voces de América Latina. II. Media Isla Editores/ Lulu.com, 2016. ISBN 978-1365344336
- Between our words... poetry overcomes borders: A worlwide anthology. Leipzig, Alemania: Engelsdorfer Verlag, 2016. ISBN 978-3-96008-425-9
- Contra: poesía ante la represión. Murcia: Coordinadora Anti Represión de Murcia, 2016. Depósito Legal: MU 394-2016.
- SALAM: Antología de poesía hispanoárabe actual. Ocaña: Lastura Ediciones y Editorial Juglar, 2017. ISBN: 978-84-947486-5-3
- Mujeres con Voz. Girona: Editorial Quadrivium, 2018. ISBN: 978-84-92604-97-5
- A voz limpia. Melbourne, Australia: A voz Limpia Vol. 3, 2018. ISBN: 9780995430754
- Discípulas de Gea 2.  España: Inventa Editores, 2018. ISBN: 9788494891243
- Amor se escribe sin sangre II. (Prologuista y editora). Ocaña: Lastura Ediciones, 2018. ISBN: 978-84-949373-6-1
- Transgresoras: un recorrido por la poética feminista latinoamericana. Buenos Aires:  Editorial Milena Cacerola, 2019. ISBN: 9789874010292
- Conmovidas: abrazos para la paz. Béjar:  Luso-Española de Ediciones, 2019. ISBN: 978-84-15712-33-6
- Caminos sin fronteras: Antología intercontinental multilingüe de poetas solidarias. Madrid: Editorial Nuevos Ekkos, 2020. ISBN: 978-84-948511-7-9
- Alejandra Pizarnik y sus múltiples voces: 85 voces amigas se abrazan al privilegio de celebrar tu 85 aniversario. Madrid: Ediciones Huso, 2021. ISBN: 978-84-123016-6-3
- Anthologie de la poésie chilienne. Francia: Revue de la Maison de la poésie Rhone-Alpes, 2021, 2021. ISBN: 978-2367-610283

Traducciones
- Falcón, Lidia. Three Spanish Idiots. Monologue in Three Acts. (Traducción de Tres idiotas españolas. Monólogo en tres actos). Madrid: Vindicación Feminista, 1995.
- Showstack Sassoon, Anne. Las mujeres y el Estado. (Traducción de Women and the State). Madrid: Vindicación Feminista, 1996.
- Cuelho, Ramón. Sur/South Poem(a)s. Madrid: Aconcagua Publishing, 1997.
- Antología Over the Horizon. A Bilingual Anthology of Hispanic American Poets in Australia. Madrid: Vindicación Feminista en coedición con Aconcagua Publishing, 1998.
- Reyes, Juan Carlos. De eternidades y lluvias/Of Eternities and Rain. Madrid: Aconcagua Publishing en coedición con Kira Edit, 1998.
- Fine, Anne. Temores. (Traducción de Bad Dreams). Barcelona: Editorial Diagonal/Grup 62, 2001.
- Gleitzman, Morris. Pico de oro. (Traducción de Sticky Beak). Barcelona: Editorial Diagonal/Grup 62, 2001.
- Hite, Shere. Las mujeres como agentes revolucionarias del cambio. (Traducción de Women as Revolutionary Agents of Change). Madrid: Vindicación Feminista en coedición con Kira Edit, 2001.
- Rees, Celia. Verdad o desafío. (Traducción de Truth or Dare). Barcelona: Editorial Diagonal/Grup 62, 2001.
- Ozsoy, Nilufer. The note and other poems salvaged. Libro electrónico, 2015.
- Williamson, Lisa. El arte de ser normal. Barcelona: Editorial Planeta, 2015.
- Martí, Fefa. Ways of losing: An untrue American story.Versión Kindle, 2015.
- Estelle Maskame. YOU 1. Love you. Barcelona: Editorial Planeta, 2016.
- Estelle Maskame. YOU 2. Need you. Barcelona: Editorial Planeta, 2016.
- Estelle Maskame. YOU 3. Miss you. Barcelona: Editorial Planeta, 2016.
- Royer, Ashley. Remember: un amor inolvidable. Barcelona: Editorial Planeta, 2017.
- Grant, Vicky. 36 preguntas para enamorarte de mí. Barcelona: Editorial Planeta, 2018.
- Torres, Marisol. La resistencia del Baobab / The Baobab's Endurance. Lastura Ediciones, 2019.
- Álvarez, Nieves & Sarkar Ellias, Bina. Cercana lejanía / Close Farness. Lastura Ediciones, 2020.
- García-Ochoa Roldán, María Luisa. Poemas de una tierra fraterna / Poems from a Fraternal Land. Lastura Ediciones, 2021.